# Franz Jaindl-Haring
Franz Jaindl-Haring (* 2. Oktober 1895 in Graz; † 21. Juli 1944 Strafanstalt Plötzensee, Berlin) war ein österreichisch-deutscher Arbeiter und ein Opfer der NS-Kriegsjustiz.

## Leben
Jaindl-Haring lebte von 1928 bis 1937 als selbständiger Mechanikermeister in Leibnitz. Politisch hing er dem Kommunismus an. 1918 hatte er sich am Jännerstreik in Kapfenberg beteiligt. Sowohl vor als auch nach 1934 war er wiederholt wegen kommunistischer Betätigung in Haft.
1938 floh Jaindl-Haring, da er seine Verhaftung befürchtete, nach Jugoslawien. Dort ließ er sich unter dem Namen Franz Jäger in Zagreb nieder, wo er Arbeit als Dreher fand. 
Im Sommer 1942 traf Jaindl-Haring in Zagreb zufällig einen alten Bekannten aus Leibnitz, Karl Kada, wieder, der als Unteroffizier der deutschen Besatzungsarmee in die Stadt gekommen war. Nachdem Kada seiner vorgesetzten Dienststelle über das Zusammentreffen berichtete und hinzufügte, dass er Jaindl-Haring als alten Kommunisten kennen würde, erhielt er den Auftrag, diesen unauffällig über seine politischen Beziehungen auszuhorchen. In der Folge kam es zu mehreren Gesprächen zwischen beiden Männern, in denen Jaindl-Haring unter anderem äußerte, der Erste Weltkrieg sei nach dem amerikanischen Kriegseintritt bald zu Ende gewesen und so werde es auch diesmal kommen: Russland werde den Krieg gewinnen, Österreich werde vom Deutschen Reich wieder abgetrennt und wieder eine Demokratie werden, Jugoslawien, die Tschechoslowakei und andere Staaten würden ebenfalls wieder hergestellt werden. Deutschland selbst werde aufgeteilt werden, Adolf Hitler werde sich im Moment der Niederlage erschießen. Zugleich bot Jaindl-Haring Kada Hilfe für die Zeit nach dem verlorenen Krieg an.
Nachdem Kada Jaindl-Harings Äußerungen den Behörden mitgeteilt hatte, wurde dieser am 3. November 1942 verhaftet und in das Konzentrationslager Dachau eingeliefert. Im Juni 1944 wurde Jaindl wegen von ihm gegenüber Kada – einem Wehrmachtsangehörigen – gemachten Äußerungen wegen Wehrkraftzersetzung vor dem Volksgerichtshof in Berlin unter dem Vorsitz des Kammergerichtsrates Hermann Granzow (Beisitzer: Landgerichtsdirektor Dr. Lorenz, Generalarbeitsführer Karl von Wenckstern, SA-Brigadeführer Daniel Hauer und Hitlerjugend-Hauptbannführer Kleeberg) angeklagt. In der Sitzung vom 22. Juni 1944 wurde er für schuldig befunden und zum Tode verurteilt. Er wurde in der Strafanstalt Berlin-Plötzensee hingerichtet.